# Балойес, Бернардо
Бернардо Балойес Навас (исп. Bernardo Baloyes Navas; род. 6 января 1994, Каракас) — колумбийский легкоатлет, специалист по бегу на короткие дистанции. Выступает за сборную Колумбии по лёгкой атлетике с 2011 года, чемпион Игр Центральной Америки и Карибского бассейна, чемпион Южной Америки, действующий рекордсмен страны в беге на 200 метров, участник двух летних Олимпийских игр.

## Биография
Бернардо Балойес родился 6 января 1994 года на острове Фуэрте в департаменте Кордова.
Впервые заявил о себе в лёгкой атлетике на международном уровне в сезоне 2011 года, когда вошёл в состав колумбийской национальной сборной и выступил на юношеском мировом первенстве в Лилле, где в беге на 200 метров дошёл до стадии полуфиналов. Также в этом сезоне выиграл три серебряные медали на юниорском южноамериканском первенстве в Медельине: в беге на 400 метров, в эстафетах 4 × 100 и 4 × 400 метров.
В 2012 году получил серебро в дисциплине 200 метров и в эстафете 4 × 100 метров на молодёжном южноамериканском первенстве в Сан-Паулу.
В 2013 году на дистанции 200 метров стал серебряным призёром на чемпионате Южной Америки в Картахене, стартовал на чемпионате мира в Москве.
В 2014 году получил серебряную награду в беге на 200 метров на иберо-американском чемпионате в Сан-Паулу, выиграл серебряную и бронзовую медали в беге на 400 метров и в эстафете 4 × 400 метров на молодёжном южноамериканском первенстве в Монтевидео, взял бронзу в эстафете 4 × 400 метров на Играх Центральной Америки и Карибского бассейна в Веракрусе.
В 2015 году отметился выступлением на чемпионате мира по легкоатлетическим эстафетам в Нассау и на Панамериканских играх в Торонто.
Благодаря череде удачных выступлений удостоился права защищать честь страны на летних Олимпийских играх 2016 года в Рио-де-Жанейро — в программе бега на 200 метров с результатом 20,78 остановился на предварительном квалификационном этапе.
После Олимпиады в Рио Балойес остался действующим спортсменом на ещё один олимпийский цикл и продолжил принимать участие в крупнейших международных стартах. Так, в 2017 году на чемпионате Южной Америки в Асунсьоне он одержал победу в дисциплине 200 метров и стал серебряным призёром в эстафете 4 × 100 метров. Бежал 200 метров на чемпионате мира в Лондоне.
На Южноамериканских играх 2018 года в Кочабамбе выиграл бронзовую медаль в беге на 200 метров, установив при этом ныне действующий национальный рекорд Колумбии — 20,00. Помимо этого, вместе с соотечественниками превзошёл здесь всех соперников в эстафетах 4 × 100 и 4 × 400 метров. На Играх Центральной Америки и Карибского бассейна в Барранкилье был лучшим в дисциплине 200 метров, стал шестым в эстафете 4 × 100 метров.
В 2019 году участвовал в чемпионате мира по легкоатлетическим эстафетам в Иокогаме, выиграл золотую и бронзовую медали на чемпионате Южной Америки в Лиме — в беге на 200 метров и в эстафете 4 × 100 метров. На Панамериканских играх в Лиме был дисквалифицирован. На чемпионате мира в Дохе не смог пройти дальше предварительного квалификационного этапа.
Выполнив олимпийский квалификационный норматив (20,24), благополучно прошёл отбор на Олимпийские игры 2020 года в Токио — должен был бежать во втором отборочном забеге в дисциплине 200 метров, но в итоге на старт не вышел.